# Zgornja Besnica (gmina Lublana)
Zgornja Besnica – wieś w Słowenii, w gminie miejskiej Lublana. W 2018 roku liczyła 139 mieszkańców. 